# Burgruine Schartenberg
Die Burgruine Schartenberg, auch Groppeschloss oder Schartenburg genannt,  ist die Ruine einer Höhenburg bei Zierenberg im Landkreis Kassel in Nordhessen. Urkundlich erstmals 1124 erwähnt, wurde die Burg Schartenberg 1518 als verlassen und baufällig beschrieben. Erhalten sind Teile des Bergfrieds sowie Reste von Halsgraben und Mauern. Direkt neben der Burg Schartenberg stand einst das Groppeschloss.

## Geographische Lage
Die Burgruine befindet sich im Nordteil des Naturparks Habichtswald etwa 2,4 km nördlich von Zierenberg auf einem westlichen Bergsporn (389,5 m ü. NHN) des Schartenbergs (403,9 m), zwischen den Tälern der Nebelbeeke im Osten und der Warme im Westen.

## Geschichte
Ein sächsischer Edler baute, wahrscheinlich zu Beginn des 11. Jahrhunderts, nachdem die Herrschaft der Konradiner im Hessengau ein Ende gefunden hatte, eine Burg auf dem Schartenberg, die erstmals im Jahre 1020 erwähnt ist, und zwar als im Besitz einer gewissen Anna befindlich. Um 1089 erbte Volkold von Malsburg die Burg; er ist 1062 erstmals bekundet und nannte sich nach seinem Stammsitz, der benachbarten Burg Malsburg. Volkolds Söhne Volkold II. und Udalrich trugen 1124 die von ihrem Vater geerbten Burgen Malsburg und Schartenberg dem Mainzer Erzbischof Adalbert I. zu Lehen auf. Volkold II. war bereits vor 1100 nach Nidda gezogen, wo er seinem Vater als fuldischer Vogt der Fuldischen Mark folgte und die Familie der Grafen von Nidda aus dem Hause Malsburg begründete.
Mainz belehnte die Grafen von Dassel mit der Burg Schartenberg, wo jedoch gleichzeitig ein Burgmann namens Stephan (Stefan) amtierte, Spross eines niederadeligen Geschlechts und offensichtlich ein Verwandter der gleichzeitig auf der Malsburg eingesetzten Mainzer Burgmannen. Die Nachkommen Stefans († um 1180?) waren bis zum Ausgang des 14. Jahrhunderts im tatsächlichen Besitz der Burg und nannten sich daher „von Schartenberg“. Die Verwandten auf der Malsburg nannten sich dementsprechend zumindest seit 1143 von der Malsburg. Eine kleinere auf dem Schartenberg gelegene Burg wurde an die Herren Groppe von Gudenberg zu Lehen vergeben.
Zu Beginn des 13. Jahrhunderts kam es zu einer blutigen und jahrelangen, wohl durch Erbstreitigkeiten ausgelösten Fehde innerhalb der Familie derer von Schartenberg, in die auch die übrigen Adelsgeschlechter der Gegend verwickelt wurden. Erst 1213 gelang es dem Lehnsherrn, dem Erzbischof Siegfried II. von Mainz, auf einem Sühnetag in Fritzlar die Fehde zu beenden.
Albert von Schartenberg wurde bekannt im Dienst des Bischofs Simon von Paderborn, der die Burg 1267 oder 1268 dem Grafen Ludolf V. von Dassel abkaufte. Der Mainzer Erzbischof Werner von Eppstein widersetzte sich jedoch dieser Besitzübertragung der mainzischen Lehnsburg. Erst 1279 kam es zu einer Einigung: Erzbischof Werner übertrug eine Hälfte der Burg als Lehen an Simons Nachfolger auf dem Paderborner Bischofsstuhl, Otto von Rietberg, behielt aber die andere Hälfte in Mainzer Besitz.
Einer seiner Nachfolger, Erzbischof Gerhard II. von Eppstein, gab die Mainzer Hälfte 1294 als Lehen und Hochzeitsgabe an Elisabeth („die Mittlere“) (1276–1306), eine Tochter des Landgrafen Heinrich I. von Hessen, anlässlich ihrer Vermählung mit Graf Gerhard V. von Eppstein. Die Ehe blieb kinderlos und diese Hälfte fiel 1307 vertragsgemäß an Landgraf Johann von Hessen, Elisabeths Bruder. Johann starb 1311, und Erzbischof Matthias von Buchegg forderte 1325 von Johanns Halbbruder und Erben Otto I. von Hessen unter anderem auch Burg Schartenberg als heimgefallenes Lehen zurück. Dies Verlangen erwies sich als bedeutungslos, da Matthias in seiner langen Fehde mit Otto nach anfänglichen militärischen Erfolgen 1328 bei Wetzlar eine vernichtende Niederlage erlitt und auf Vermittlung von König Johann von Böhmen einlenken musste.
Nach 1307 war die Burg längere Zeit an eine Burgmannenfamilie von Hertingshausen verpfändet, die sich daraufhin von Schartenberg nannte. Bekannt aus dieser Familie war Stefan von Schartenberg, der als Lehnsmann des Landgrafen Heinrich des Eisernen bei der Brechung der ehemals Mainzer Burg Haldessen bei Grebenstein beteiligt war. Er starb kinderlos um 1375. Der letzte dieser Familie, Herrmann, ein naher Verwandter derer von Malsburg und derer von Dalwigk auf der Schauenburg, verkaufte seinen Anteil an der Burg an Landgraf Hermann II. von Hessen und starb 1382 oder 1383. Hessen hatte danach zwar beide Hälften der Doppelburg zu Lehen, die eine Hälfte von Kurmainz, die andere von Paderborn, doch es gelang dem Mainzer Erzstift nicht mehr, seiner Lehnshoheit Geltung zu verschaffen. Die Landgrafen wiesen die Burg ihren Amtleuten als Wohnsitz zu oder verpfändeten sie mit dem gleichnamigen Gericht, so unter anderem an Reinhard IV. von Dalwigk, Johann Spiegel, Dietrich von Schachten und Hermann von der Malsburg. Die Burg entwickelte sich zum Mittelpunkt des Amtes Schartenberg.
In der Endphase der Kämpfe zwischen dem Erzbistum Mainz und der Landgrafschaft Hessen um die Vorherrschaft in Nieder- und Oberhessen kam es im Vorfeld der Burg zu Kampfhandlungen. Angeführt von Johann Spiegel, dem damaligen Mainzer Amtmann auf der bei Hofgeismar gelegenen Burg Schöneberg, zogen ein Haufen mainzischer Lehnsmannen sowie Bewaffnete aus der mainzischen Stadt Hofgeismar im November 1424 mehrere Tage plündernd durch die Gegend von Grebenstein und das Diemeltal. Danach erschien der Haufen nächtens vor der Burg Schartenberg, deren Besatzung ihn jedoch abwies. Statt der Burg wurden die im Vorfeld befindlichen Wirtschaftseinrichtungen und wohl auch das nahe Dorf Rangen zerstört und das Dorf Fürstenwald in Brand gesteckt. Dies rief Landgraf Ludwig I. auf den Plan, der bald darauf vor Hofgeismar erschien, die Stadt beschoss und seinerseits die Umgebung verwüstete.
Nur drei Jahre später, 1427, nach Ludwigs entscheidenden Siegen im Mainzisch-Hessischen Krieg im Juli bei Fritzlar und im August bei Fulda gegen Erzbischof Konrad von Mainz, wurde die Burg Schartenberg hessisch. Ab 1431 war Sittich von Berlepsch Amtmann.
Zum letzten Mal spielte die Burg eine kriegerische Rolle, als der damalige Amtmann Heinrich von Boineburg 1476 bei dem Feldzug des Landgrafen gegen die kurkölnische Stadt Volkmarsen zwölf Wagen zum Transport des Nachschubs beisteuerte.
Der Zustand der Burg war nicht mehr gut, und 1490 wies Landgraf Wilhelm I. den damaligen Pfandinhaber Dietrich von Schachten an, für 200 Gulden Reparaturen ausführen zu lassen. Ob dies noch geschah, ist nicht bekannt, aber schon 1518 wurde die Burg als verlassen und baufällig beschrieben. Sie war 1519/1521 im Besitz der Herren von der Malsburg, blieb jedoch dem Verfall überlassen. Zur Nutzung als Steinbruch taugte die Ruine nicht, denn die Kalkquadern zerbrachen beim Versuch des Abtragens sehr schnell in Trümmer. Die Zerstörung erfolgte durch natürlichen Verfall.

## Beschreibung der Burgruine
Von der Burgruine Schartenberg, die an einer der steilsten Stellen am Westhang des Schartenbergs steht, ist der Bergfried als einziges deutlich sichtbares Relikt erhalten. Im Sommer ist er von der Talseite aus nicht zu sehen, erst im Winter, wenn die umgebenden Bäume keine Blätter tragen, kann man seine Position erahnen. Der Zugang zur Anlage ist über einen Wanderweg frei möglich, der Bergfried ist wegen Einsturzgefahr nicht zugänglich.
Der Bergfried selbst ist rund und relativ hoch und weist bis 8,5 m Durchmesser auf. Am Westrand ist er an der Wetterseite etwa zur Hälfte eingebrochen. Es ist kein loses Schuttmaterial zu sehen. Die am Fuß bis 3 m breiten Mauern verjüngen sich nach oben stockwerkweise deutlich. Am Ende des 19. Jahrhunderts wurde in die Basis des Turms ein Tunnel in sein Inneres gebrochen. Dieser Tunnel ist eng und ebenso einsturzgefährdet, er ist durch ein Tor verschlossen. Im Inneren des Tunnels sind Stützen und Löcher für Balken und Zwischenböden als Reste der Einbauten zu erkennen. Die Bruchstellen des Turms waren lange Zeit bewachsen. Im Sommer 2006 begannen am Hauptturm aufwändige Restaurierungsarbeiten zur Mauersicherung. Die Mauern sind aus dem lokal verfügbaren Kalkstein gemauert, dessen Farbe von feuerrot bis cremeweiß wechselt.
Der Fuß des Bergfrieds bildet den höchsten Punkt der Anlage. Nach Westen liegt eine Stufe, die von nur schwach erkennbaren und bewachsenen Mauerresten aus Kalkstein gesäumt ist. Sie dürfte den – oder einen (?) – Burghof gebildet haben. Die ursprüngliche Außenmauer ist nur in Ansätzen erkennbar, die sich von innen nicht erkennen lassen. Von außen, das heißt von unten, da der Berg sehr steil abfällt, erscheinen sie etwa einen bis stellenweise zwei Meter hoch.
Nach Norden trennt ein tiefer Graben den Bergfried-Teil der Burg vom Nordteil, dem sog. Groppeschloss. Nach Nordwesten schließen sich zwei Terrassen an, die als Teile dieser Burg zu deuten sind. An deren Rand fällt der Berg steil zum Warmetal ab. In diesem Nordteil der Burg sind nur geringe Mauerreste erhalten, während die Form des Bergs deutliche Spuren menschlicher Formung zeigt.